# Rome: Total War: Barbarian Invasion
Rome: Total War: Barbarian Invasion este o expansiune a cunoscutului joc video de strategie, Rome: Total War lansată în 2005. A fost creat de Creative Assembly, ca o combinație între strategie pe runde și bătălii tactice în timp real. Jocul ne aduce în timpul marilor migrații si decăderii Imperiului Roman.
Printre principalele noutăți ale expansiunii se număra bătăliile date pe timp de noapte (o premieră în seria Total War), posibilitatea infanteriei sau a cavaleriei ușoare de a trece înot un râu, dar și noi unități care vor stă la dispoziția jucătorului. 

## Descriere
Acțiunea din Barbarian Invasion începe imediat dupa ce ultimul Împărat al Romei unite a murit, iar succesorii lui din Roma și Constantinopol sunt acum rivali în lupta pentru putere. Barbarii se adună la granițe, și în unele cazuri locuiesc în ceea ce a fost teritoriul Imperiului Roman.
Campania începe în 364 și se încheie în anul 476. Include: 
- noi imperii: Imperiul Roman de Apus, Imperiul Roman de Răsărit și Imperiul Sasanid;
- noi popoare migratoare: Saxoni, goți, franci, vandali, longobarzi, burgunzi, sarmați, roxolani, ostrogoți, alemani, slavi, berberi și huni.
- fiecare civilizație sau popor migrator are o religie specifică: cele două imperii romane au Creștinismul, Imperiul Sasanid are Zoroastrismul, iar migratorii au Păgânismul (pe parcurul jocului aceștia din urmă se vor converti la creștinism sub influența romanilor);
- la popoarele barbare, ai opțiunea de-a formă o "hoardă" în cazul în care ți-a rămas un singur oraș sau cetate.
- din păcate, include doar două bătălii istorice: Câmpiile Catalaunice (în care vom prelua rolul lui Attila) și Mons Badonicus (în care vom jucă cu regele Artur).

## Caracteristici
- O nouă hartă ce reflectă 200 de ani de evenimente istorice, și care îți oferă ocazia de a cuceri mai multe ținuturi și regiuni.
- Gameplay îmbunătațit ce cuprinde acum: Hoardele barbare, loialitatea supușilor și războaiele civile romane.
- Barbarii se pot strămuta într-un alt ținut în cazul în care își pierd vechiul așezământ, această mutare fiind cunoscută sub numele de: Marea migrație barbară.
- 10 noi facțiuni; arborele tehnologic al barbarilor îmbunătățit, 85 de unitați noi, 21 de clădiri noi, personaje secundare, sistem de vicii și virtuți, comenzi militare, relicve sfinte și altele.
- Lupte nocturne - Bătălii pline de atmosferă și suspans împreună cu efecte de luptă spectaculoase pun acum jucătorului noi probleme tactice.
- Un AI și tactici de luptă îmbunătățite - Stiluri de luptă diferite de la facțiune la facțiune, unități care pot înota pe malul celălalt și o multitudine de noi tactici[3].